# Hermann Röchling

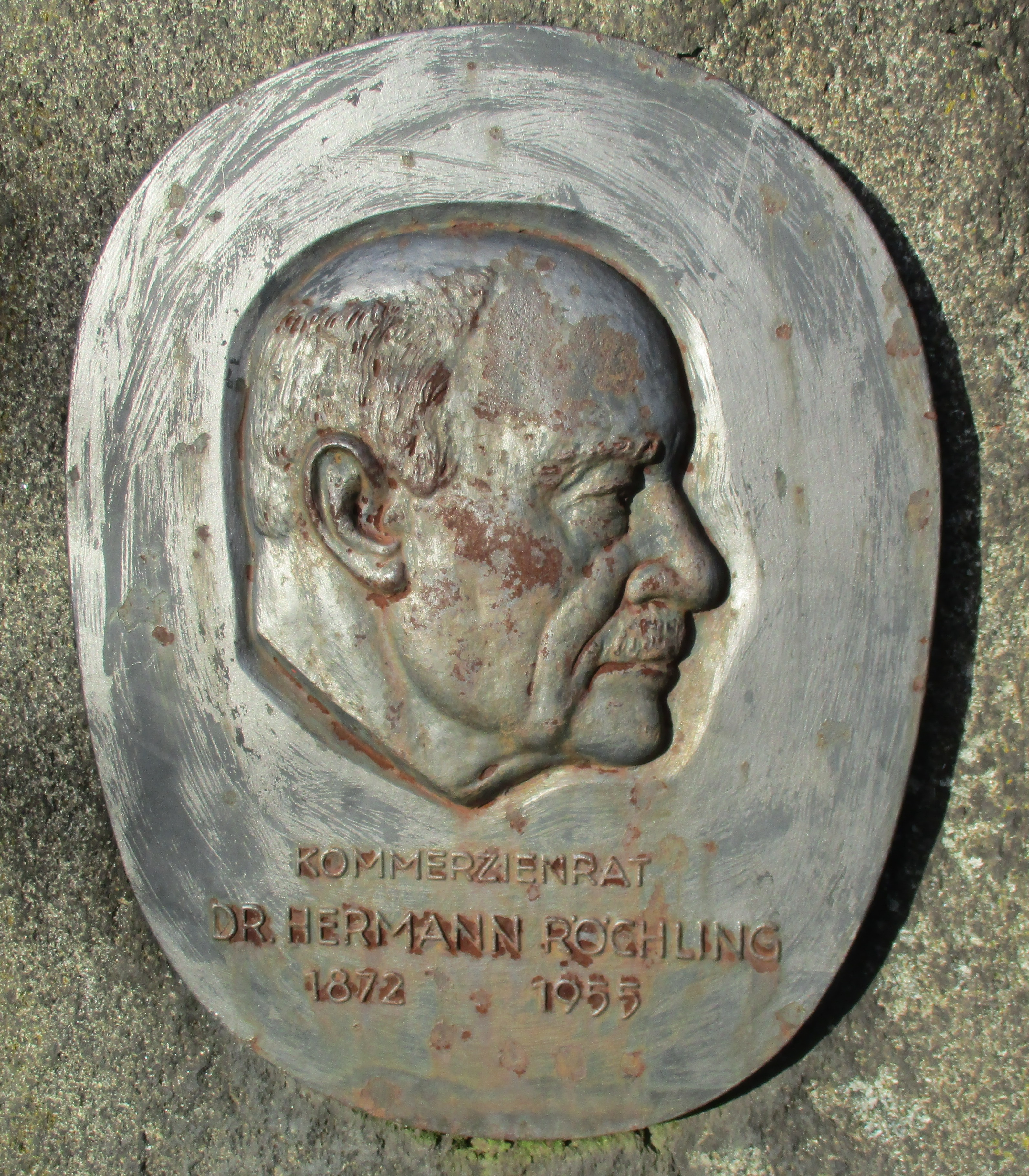
Bildnis von Hermann Röchling an einem Industriedenkmal in Völklingen

Hermann Röchling (* 12. November 1872 in Völklingen; † 24. August 1955 in Mannheim) war ein deutscher Montanunternehmer. Während des Zweiten Weltkrieges war er Wehrwirtschaftsführer und Mitglied des Wehrwirtschaftsrates. Mit seinem Unternehmen Saar Röchling war er maßgeblich an den Entwicklungen von Militärtechnik in der NS-Zeit beteiligt (Röchling-Speere).

## Ausbildung und Übernahme des väterlichen Werkes
Röchling legte 1891 seine Reifeprüfung am Gymnasium zu Saarbrücken ab. Er studierte Rechtswissenschaft an der Ruprecht-Karls-Universität Heidelberg und wurde 1892 Mitglied des schlagenden Corps Guestphalia Heidelberg. Durch das Mensurfechten trug er zwei markante Schmisse auf der linken Wange davon.
Im Jahr 1898 übernahm Röchling von seinem Vater Carl (1827–1910) die Völklinger Hütte. 1899 heiratete er Theodora Müller, die Tochter des Generaldirektors Theodor Müller der Montangesellschaft Lothringen-Saar.

## Erster Weltkrieg und Zeit des Saarkampfes
Im Ersten Weltkrieg diente Röchling als Rittmeister (1914/1915) und stand ab 1915 wieder dem Völklinger Werk vor. Die Requirierung von Drehbänken und Werkzeugmaschinen in den besetzten französischen Gebieten wurde von Hermann Röchling und seinem Bruder Robert Röchling, der als Beauftragtem der deutschen Feldzeugmeisterei derartige Ausrüstung zuwies, betrieben und halfen das Unternehmen auf Kriegsproduktion umzustellen. Ab 1916 wurde auch Spezialstahl für die Stahlhelme der deutschen Armee geliefert. Nach Kriegsende entzog die französische Siegermacht der Familie das Eigentum an der Carlshütte in Diedenhofen (Thionville) und an den Eisenerzgruben in Lothringen. Die Brüder Robert und Hermann Röchling (in Abwesenheit) wurden als Kriegsverbrecher in Amiens zu zehn Jahren Zwangsarbeit verurteilt. Während Robert bis 1925 inhaftiert blieb, konnte sich Hermann am 9. November 1919 gegen Übergabe einer Mehrheitsbeteiligung von 60 % der Völklinger Hütte an den französischen Staat quasi „freikaufen“. Da er nach dem Urteil von Amiens nach Deutschland geflohen war, konnte er von der französischen Regierung nicht begnadigt werden. Erst durch ein Gesetz der Vichy-Regierung vom 18. Mai 1942 wurde das Urteil von Amiens gegen ihn aufgehoben.
Neben dem Wiederaufbau des alten Familienimperiums und der Gründung neuer Firmen widmete sich Röchling nach 1920 vor allem dem Verbleib des Saargebietes bei Deutschland. Dem Landesrat des Saargebietes gehörte er in allen vier Legislaturperioden (1922–1935) an; er war dort Vertreter der Liberalen Volkspartei (ab 1924: Deutsch-Saarländische Volkspartei), die nach 1933 in der Deutschen Front aufging.
Röchling setzte mehrere fortschrittliche soziale Maßnahmen in seinen Betrieben um, so sorgte er für die medizinische Versorgung und die schulische Bildung seiner Arbeiter. Mit diesen sozialen Initiativen erlangte er bei der Bevölkerung ein hohes Ansehen.
Röchling war Mitglied des Vereins Deutscher Ingenieure (VDI) und des Pfalz-Saarbrücker Bezirksvereins des VDI. Im Mai 1927 wurde er auf der VDI-Hauptversammlung zum Ehrenmitglied gewählt.

## Röchling im Nationalsozialismus
1935 übernahm er einige Unternehmen in Mitteldeutschland.
Im Vorfeld der für 1935 angesetzten Saarabstimmung gründete sich 1933 auf Initiative von Hermann Röchling hin die Deutsche Front, die für den Anschluss des Saargebiets an das Deutsche Reich eintrat. Röchling wollte die Juden für eine prodeutsche Stimmenabgabe gewinnen, zugleich aber den Zustrom reichsdeutscher Juden ins Saargebiet begrenzen. Ein solcher Zustrom war nach der Wahl 1935 aufgrund der angedachten Garantien zu erwarten. In diesem Sinne intervenierte er am 21. Juli 1933 schriftlich bei Hitler, damit das Saargebiet nach 1935 kein „jüdischer Naturschutzpark“ werde. Die rechtliche Besserstellung der Juden im Saargebiet (d. h. die Nichtanwendung der diskriminierenden Reichsgesetze) wurde später auf ein Jahr bis zum 29. Februar 1936 befristet. Bereits zu dieser Zeit unterhielt Röchling enge Verbindungen zu den Nationalsozialisten. Das Kärntner Tagblatt wies 1934 darauf hin, dass der Schwerindustrielle einerseits „der größte nationalsozialistische Hetzer in der Saar“ und „zugleich einer der größten Stahllieferanten der französischen Rüstungsindustrie“ sei. Röchling beauftragte den Quierschieder NSDAP-Bürgermeister Peter Schaub, die Gegner des Anschlusses bei Veranstaltungen im Saarbrücker Johannishof mit einem versteckten Mikrofon auszuspionieren. Der Johannishof wurde von Gerhard Graf, dem Vater des Widerstandskämpfers Willi Graf geleitet.
Nach der Saarabstimmung beantragte Röchling am 5. Dezember 1935 die Aufnahme in die NSDAP und wurde rückwirkend zum 1. November desselben Jahres aufgenommen (Mitgliedsnummer 6.934.529). Im gleichen Jahr wurde er in den Rüstungsbeirat des Reichswehrministeriums aufgenommen, fungierte als Aufsichtsratsmitglied in zahlreichen Firmen der Montanindustrie und wurde bald darauf zum Wehrwirtschaftsführer. Röchling wurde schließlich zum Leiter der Bezirksgruppe Südwest der Wirtschaftsgruppe Eisen schaffende Industrie ernannt. Von 1933 bis 1936 war er Senator der Kaiser-Wilhelm-Gesellschaft, ferner war er Senator der Akademie zur Wissenschaftlichen Erforschung und Pflege des Deutschtums in München.
Um sich von seiner Abhängigkeit von französischen Minettelieferungen zu befreien, gründete Hermann Röchling gemeinsam mit dem Neunkircher Eisenwerk 1934 einen Erzabbaubetrieb auf der badischen Baar, der sich – ab 1940 unter 50 %iger Beteiligung des Deutschen Reichs – als Doggererz AG mit 1600 Beschäftigten und 40 Mio. RM Grundkapital zum größten nationalsozialistischen Rüstungsprojekt (Investitionsvolumen: 100 Mio. RM) in Baden entwickelte. Zwischen Juli 1940 und Juni 1942 wurde Röchling zum Generalbevollmächtigten für die Eisen- und Stahlindustrie in Lothringen, Meurthe-et-Moselle mit Ausnahme von Longwy ernannt – in Rivalität zu Friedrich Flick, der ebenfalls auf die lothringische Stahlindustrie ein Auge geworfen hatte. Röchling wollte die Werke der Region restlos in deutsches Eigentum überschreiben („germanisieren“), während Hermann Reusch dagegen war, weil er dann den späteren Aufbau neuer Stahlwerke an anderer Stelle in Frankreich, in der Normandie, also küstennah, befürchtete. Danach, ab Juni 1942, wurde Röchling Leiter der Reichsvereinigung Eisen und mit dem Adlerschild des Deutschen Reiches ausgezeichnet. 1941 wurde er Präsident der Industrie- und Handelskammer des Saarlandes.
Röchling stand in einem engen Vertrauensverhältnis zu Hitler, der ihn am 18. Mai 1942 an seiner Mittagstafel als „eine in ihrer Zurückhaltung und Abgeklärtheit besonders eindrucksvolle Industriellenpersönlichkeit“ präsentierte. Röchling schrieb für ihn mehrere Denkschriften, so zum Beispiel am 17. August 1936 unter dem Titel: Gedanken über die Vorbereitung zum Kriege und seine Durchführung, in der er Hitler zum Krieg gegen die Sowjetunion aufforderte, um das Weltjudentum entscheidend zu bekämpfen. Er schrieb:

„Immer drohender wird die Kriegsgefahr für das deutsche Volk. Im Osten steht Russland mit seiner kommunistischen Staatsauffassung und der Gottlosenlehre im schärfsten Gegensatz zum nationalsozialistischen Deutschland, das ihm den Weg zur Weltrevolution versperrt. Deutschland hat mit seinem Antisemitismus dem in Russland absolut herrschenden Judentum und dem Judentum der Welt, dem einflussreichsten Vorkämpfer des Bolschewismus, den schärfsten Kampf angesagt. […] Es ist nicht zu sehen, worin die Möglichkeit bestehen sollte, den Entscheidungskampf zwischen Bolschewismus und Nationalsozialismus zu vermeiden“

Ingenieure der Völklinger Hütte begannen auf Veranlassung von Hermann Röchling und unter Leitung des Oberingenieurs August Coenders im Jahr 1942 mit der Entwicklung spezieller Geschütze, die für die Stationierung an der französischen Küste bei Calais vorgesehen waren (Mehrkammergeschütz Langrohrkanone LRK 15, oder Hochdruckpumpe HDP, oder V3-Vergeltungswaffe 3). Von hier aus sollten neuartige Langstreckengeschosse, später nach dem Entwicklungswerk als Röchling-Speere bekannt geworden, London unter Beschuss nehmen. Die Entwicklung wurde wegen nicht beherrschbarer technischer Probleme eingestellt. Als Testgelände hatten die Ingenieure einen Hügel auf der Insel Wollin nahe dem Badeort Misdroy ausgesucht. Das Gelände wurde aufgegeben. Lange nach Kriegsende richteten die Polen, zu deren Staatsgebiet Wollin nun gehörte, im Versuchsbunker ein kleines Museum ein.
Hermann Röchlings Sohn Karl-Theodor wurde zusammen mit dem Oberingenieur Koch am 17. Dezember 1944 auf der Völklinger Hütte unter nie aufgeklärten Umständen von unbekannten Tätern ermordet.

## Nach 1945
Nach dem Zweiten Weltkrieg konnte Röchling zunächst untertauchen, doch bereits im November 1946 wurde er verhaftet und im Mai 1947 an Frankreich ausgeliefert. Hermann Röchling, sein Neffe Ernst Röchling, sein Schwiegersohn Hans-Lothar von Gemmingen sowie die Direktoren Albert Maier und Wilhelm Rodenhauser wurden in Haft genommen. Die Anklage nach Kontrollratsgesetz Nr. 10 beim Rastatter Röchling-Prozess lautete auf industrielle Ausbeutung der besetzten Gebiete, Erhöhung des Kriegspotentials des Deutschen Reichs und Einfluss auf die Verschleppung von Personen zur Zwangsarbeit.
Im Berufungsverfahren vor dem Tribunal supérieur wurde er nach einem ursprünglich milderen Urteil am 25. Januar 1949 zu zehn Jahren Haft verurteilt. Er wurde der wirtschaftlichen Ausplünderung der besetzten Länder für schuldig befunden und habe die Misshandlung ausländischer Zwangsarbeiter in seinem Unternehmen zumindest toleriert. Seine Haftstrafe verbüßte er teilweise in sogenannter Ehrenhaft im Freiburger Diakonissenheim in Freiburg. Sein Verteidiger war Otto Kranzbühler.
Hermann Röchling wurde am 18. August 1951 aus gesundheitlichen Gründen vorzeitig aus der Haft mit der Auflage entlassen, das Saarland nie mehr zu betreten. Die Völklinger Hütte stand unter französischer Zwangsverwaltung. Er starb 1955 in Mannheim, ohne jemals wieder in seine Heimat zurückgekehrt zu sein. Das Unternehmen wurde erst Ende 1956 nach Bemühungen des damaligen Wirtschaftsministers Norbert Brinkmann der Familie Röchling zurückgegeben. 1956 trat Ernst Röchling an die Spitze des Werkes in Völklingen.

## Erinnerung
Röchling stand nach 1914 stets im Spannungsfeld der deutsch-französischen Feindschaft und war bereits zu Lebzeiten umstritten (als Kriegsverbrecher am 24. Dezember 1919 und erneut am 29. Januar 1949 jeweils zu zehn Jahren Haft verurteilt, andererseits mit Auszeichnungen geehrt). Nach seinem Tode bleibt die Erinnerung gespalten. Manche erinnern an die Kriegsverbrechen und die Zwangsarbeit in der Rüstungsindustrie, manche erinnern an den Patriarchen und Unternehmer in Friedenszeiten, der Sozialeinrichtungen für seine Arbeiter schuf.
1956 wurde an seinem ersten Todestag ein Stadtteil von Völklingen nach ihm benannt, die Hermann-Röchling-Höhe, was zusammen mit dem Sachverhalt, dass er Ehrenbürger von Völklingen ist, 2000 in einem Fernsehmagazin der ARD scharf kritisiert wurde. Am 31. Januar 2013 entschied der Stadtrat von Völklingen nach jahrelangen kommunalpolitischen Diskussionen, den Stadtteil in Röchlinghöhe umzubenennen. Damit soll der Name zukünftig nicht mehr mit Hermann Röchling selbst verbunden sein, sondern mit der Unternehmerfamilie Röchling.
Der Südwestrundfunk (SWR) produzierte 2018 zu Röchling einen Dokumentarfilm als Dokudrama mit Archivaufnahmen, Spielszenen und Experten-Interviews. Die Erstausstrahlung von Der Stahlbaron – Hermann Röchling und die Völklinger Hütte war am 26. März 2019 bei arte zur Hauptsendezeit.
2020 starb Röchlings gleichnamiger Enkel Hermann Röchling (* 1929) und stiftete Bilder im Wert von mehreren Millionen Euro an die Staatliche Kunsthalle Karlsruhe. In der Mitteilung wurde unter der Zwischenüberschrift „Schwieriges Erbe“ auch die Herkunft seines Vermögens (Völklinger Hütte, Zwangsarbeit) geschildert. In einem weiteren Blogbeitrag wurde die Sammlung vorgestellt. Für die Kunsthalle ist die Sammlung des Enkels auch „eine Distanzierung vom Völklinger Patriarchen und von vielem, wofür dieser im negativen Sinne stand“.

## Auszeichnungen
Röchling wurde mit folgenden Auszeichnungen geehrt:
- 1903: preußischer Kronen-Orden IV. Klasse
- 1908: preußischer Roter Adlerorden IV. Klasse
- 1914: preußischer Kommerzienrat
- 1915?: osmanische Kriegsmedaille Eiserner Halbmond
- 1922: Ehrendoktorwürde der Ruprecht-Karls-Universität Heidelberg
- 1925: Carl-Lueg-Denkmünze
- 1934: Grashof-Denkmünze des Vereins Deutscher Ingenieure
- 1939: Luftschutz-Ehrenzeichen I. Klasse
- 1941: Kriegsverdienstkreuz I. Klasse ohne Schwerter und II. Klasse mit Schwertern
- 1942: Adlerschild des Deutschen Reiches, Ehrenbürgerwürde der Stadt Völklingen, Ehrensenator der Ruprecht-Karls-Universität Heidelberg
- 1944: Kriegsverdienstkreuz, Ehrenzeichen Pionier der Arbeit
- 1952: Werner-von-Siemens-Ring[34]
- 1953: Rudolf-Diesel-Medaille[35]

## Schriften
- Wir halten die Saar! Volk und Reich Verlag, Berlin 1934.

## Film
- Der Stahlbaron – Hermann Röchling und die Völklinger Hütte, Fernsehdokumentation (SWR/ARTE/ARD), Regie Nina Koshofer